# Епархия Джугу
Епархия Джугу (лат. Dioecesis Diuguensis) — епархия Римско-Католической Церкви с центром в городе Джугу, Бенин. Епархия Джугу входит в архиепархию Параку.

## История
10 июня 1995 года Римский папа Иоанн Павел II учредил буллой «Quo aptius proveheretur» епархию Джугу, выделив её из епархии Натитингу. 16 октября 1997 года епархия Джугу вошла в церковную провинцию Параку.

## Ординарии епархии
- епископ Paul Kouassivi Vieira (с 10.06.1995 — по настоящее время)

## Источник
- Annuario Pontificio, Ватикан, 2007
- Булла Quo aptius proveheretur  (лат.)